# William Taubman
William Chase Taubman (ur. 13 listopada 1940 w Nowym Jorku) – amerykański politolog. Autor wyróżnionej w 2004 roku nagrodą Pulitzera biografii Nikity Chruszczowa.
Abiturient Bronx High School of Science. Absolwent Harvard University oraz Columbia University. Na tym drugim uniwersytecie w 1969 roku uzyskał tytuł doktora.

## Wybrane publikacje
- Khrushchev: The Man and His Era (W. W. Norton & Company, 2003), ISBN 0-393-05144-7.
- Moscow Spring with Jane Taubman (Summit Books, 1989), ISBN 0-671-67731-4.
- Stalin's American Policy: From Entente to Détente to Cold War (W W Norton & Company, 1982), ISBN 0-393-01406-1.
- Khrushchev and Khrushchev by Sergei Khrushchev (jako redaktor) (Little, Brown, 1990).

## Wydania w języku polskim
- Chruszczow. Człowiek i epoka (Bukowy Las, 2012), ISBN 978-83-62478-31-6.